# Tawe (Saliwino)
Tawe, russisch Saliwino (Заливино), ist eine Wüstung am Ufer des Kurischen Haffs in der russischen Oblast Kaliningrad auf dem Gebiet des Rajons Slawsk etwa sieben Kilometer südlich von Pritschaly und fünf Kilometer nördlich von Matrossowo an der Mündung des Flusses Towarnaja (Tawener Escher).

## Geschichte
Die Besiedlung der Deltaarme der Memel geschah von der Haffseite her. Im Jahre 1520 gehörte Tawe zur Pfarrei Kuntzen auf der Kurischen Nehrung. Wegen der beschwerlichen Fahrt übers Haff wurde im Jahre 1570 mit dem Bau einer Kirche in Inse begonnen. Wie auch bei den anderen Haffdörfern umschloss ein Deich beiderseits des Flusses das Gemüseland. Im Dorf selbst war die Dorfstraße gleichzeitig der Deich, erst Anfang der 1930er Jahre wurde eine feste Kiesstraße gebaut. Die Wohnhäuser lagen bis auf Ausnahmen hinter der Dorfstraße, während sich die Ställe zum Teil auch an der Flussseite befanden. Die wirtschaftliche Grundlage der Dorfbewohner bildeten Fischerei, Gemüseanbau und Viehhaltung, wobei die Fischerei in den Jahren vor dem Zweiten Weltkrieg mehr und mehr zurückging. Der fruchtbare Schwemmlandboden eignete sich gut für den Gemüseanbau. Besonders Gurken und Zwiebeln, aber auch alles andere Gemüse wurden meist nach Labiau oder nach Königsberg verkauft. Dabei diente der Timberkahn als Transportmittel. Der Kahn war zum Teil mit sogenannten „Dennen“ abgedeckt und fasste 50–60 Zentner Gemüse.
Der Ort Tawe gehörte zum Amtsbezirk Inse. Nach dem Zweiten Weltkrieg wurde der Ort im Jahr 1947 offenbar nach der russischen Bezeichnung Saliw für Haff in Saliwino umbenannt und gleichzeitig Sitz eines Dorfsowjets. Nachdem der Ort im Jahr 1965 noch in den Dorfsowjet Prochladnenski eingegliedert worden war, wurde er vor 1976 verlassen.

### Dorfsowjet Saliwinski 1947–1965
Der Dorfsowjet Saliwinski (ru. Заливинский сельский Совет, Saliwinski selski Sowet) wurde im Juli 1947 eingerichtet. Im Jahr 1965 wurde der Dorfsowjet wieder aufgelöst und an den neu gebildeten Dorfsowjet Prochladnenski angeschlossen.
| Ortsname                                     | Name bis 1947/50                  |  | Ortsname                    | Name bis 1947/50          |
| -------------------------------------------- | --------------------------------- |  | --------------------------- | ------------------------- |
| Beresino (Березино)                          | Pustutten/Antonswiese             |  | Perechwatnoje (Перехватное) | Wirballen/Warten          |
| Bolschoje Chrustalnoje (Большое Хрустальное) | Groß Krauleiden/Großheidenstein   |  | Pereleski (Перелески)       | Brandenburg               |
| Chlebnoje (Хлебное)                          | Matzgirren/Kurrenberg             |  | Plodowoje (Плодовое)        | Tawell                    |
| Cholmistoje (Холмистое)                      | Dannenberg                        |  | Primorje (Приморье)         | Klein Inse                |
| Chrustalnoje (Хрустальное)                   | Klein Krauleiden/Kleinheidenstein |  | Pritschaly (Причалы)        | Inse                      |
| Gribojedowo (Грибоедово)                     | Karlsdorf                         |  | Prochladnoje (Прохладное)   | Kallningken/Herdenau      |
| Kljutschewoje (Ключевое)                     | Raging                            |  | Prudki (Прудки)             | Prudimmen/Kleinerlenrode  |
| Kommissarowo (Комиссарово)                   | Johanns-Eszer/Birkenheim          |  | Rybatschje (Рыбачье)        | Loye                      |
| Krugljanka (Круглянка)                       | Lukischken/Lucken                 |  | Saliwino (Заливино)         | Tawe                      |
| Kurgan (Курган)                              | Rucken/Ruckenhagen                |  | Salomowo (Заломово)         | Kiauken/Wartenfeld        |
| Lesnoje (Лесное)                             | Waldburg                          |  | Schljusowoje (Шлюзовое)     | Rogainen                  |
| Lipki (Липки)                                | Wittken                           |  | Schumnoje (Шумное)          | Osznugarn/Rehwalde        |
| Malaja Matrossowka (Малая Матросовка)        | zu Nemonien/Elchwerder            |  | Semnuchowo (Земнухово)      | Alt Friedrichsgraben      |
| Malinowka (Малиновка)                        | Rautenberg                        |  | Skworzowo (Скворцово)       | bei Kallningken/Herdenau  |
| Malyje Bereschki (Малые Бережки)             | Neu Lappienen/Rautersdorf         |  | Tschernigowo (Чернигово)    | bei Matzgirren/Kurrenberg |
| Matrossowo (Матросово)                       | Gilge                             |  |                             |                           |